# نسل آبا
| بررسی انتقادی    | بررسی انتقادی |
| منبع             | رتبه‌بندی      |
| ---------------- | ------------- |
| آل‌میوزیک         | [ ۱ ]         |
| بالتیمور سان     | [ ۲ ]         |
| انترتینمنت ویکلی | B+            |
| laut.de          | [ ۴ ]         |
| رولینگ استون     | [ ۵ ]         |

نسل آبا (انگلیسی: The ABBA Generation) نخستین آلبوم استودیویی گروه پاپ سوئدی ای-تینز است که در ۲۵ اوت ۱۹۹۹ توسط شرکت استکهلم رکوردز منتشر شد. این آلبوم مشتمل بر بازخوانی ۴ تک‌آهنگ مشهور از ابرگروه سوئدی موسیقی پاپ آبا است: «ماما میا»، «بده! بده! بده!»، «سوپر تروپر» و «ملکه رقصان» بود.
این آلبوم در سوئد و آرژانتین به رتبه یک رسید. در ایالات متحده، آلبوم به رتبهٔ هفتاد و یک در جدول بیلبورد ۲۰۰ آلبوم رسید و گواهینامهٔ طلا دریافت کرد.

## فهرست ترانه‌ها
تمامی ترانه‌ها را بنی آندشون و بیورن اولویوس نوشته و ساخته‌اند، به‌جز آنهایی که نام دیگری برایشان ذکر شده است.
| شماره | نام                                     | نویسنده(ها)                   | مدت  |
| ----- | --------------------------------------- | ----------------------------- | ---- |
| ۱.    | «ماما میا»                              | آندشون، اولویوس، استیگ آندشون | ۳:۴۷ |
| ۲.    | «بده! بده! بده! (مردی را پس از نیمه‌شب)» |                               | ۳:۵۷ |
| ۳.    | «سوپر تروپر»                            |                               | ۳:۵۲ |
| ۴.    | «یکی از ما»                             |                               | ۳:۵۵ |
| ۵.    | «آیا می‌خواهی»                           |                               | ۳:۴۲ |
| ۶.    | «اس‌اواس»                                |                               | ۳:۱۲ |
| ۷.    | «ملکه رقصان»                            | آندشون، اولویوس، استیگ آندشون | ۳:۵۰ |
| ۸.    | «شانست را با من امتحان کن»              |                               | ۳:۵۳ |
| ۹.    | «تمام عشقت را تقدیم من کن»              |                               | ۴:۰۳ |
| ۱۰.   | «هدف اساسی»                             | آندشون، اولویوس، استیگ آندشون | ۴:۲۲ |
| ۱۱.   | «آخرین تابستانمان»                      |                               | ۴:۲۸ |

| ترانه‌های اضافی در نسخهٔ منتشرشده در آرژانتین، مکزیک و ونزوئلا | ترانه‌های اضافی در نسخهٔ منتشرشده در آرژانتین، مکزیک و ونزوئلا | ترانه‌های اضافی در نسخهٔ منتشرشده در آرژانتین، مکزیک و ونزوئلا | ترانه‌های اضافی در نسخهٔ منتشرشده در آرژانتین، مکزیک و ونزوئلا |
| شماره                                                        | نام                                                          | نویسنده(ها)                                                  | مدت                                                          |
| ------------------------------------------------------------ | ------------------------------------------------------------ | ------------------------------------------------------------ | ------------------------------------------------------------ |
| ۱۲.                                                          | «ماما میا» (نسخهٔ اسپانیایی)                                  | آندشون، اولویوس، استیگ آندشون                                | ۳:۴۳                                                         |
| ۱۳.                                                          | «بده! بده! بده!» (نسخهٔ اسپانیایی)                            | آندشون، اولویوس، استیگ آندشون، بادی مک‌کلاسکی، مری مک‌کلاسکی   | ۳:۵۴                                                         |

| ترانه‌های اضافی در نسخهٔ منتشرشده در ژاپن | ترانه‌های اضافی در نسخهٔ منتشرشده در ژاپن | ترانه‌های اضافی در نسخهٔ منتشرشده در ژاپن | ترانه‌های اضافی در نسخهٔ منتشرشده در ژاپن |
| شماره                                   | نام                                     | نویسنده(ها)                             | مدت                                     |
| --------------------------------------- | --------------------------------------- | --------------------------------------- | --------------------------------------- |
| ۱۲.                                     | «شناختن خودم، شناختن تو»                | آندشون، اولویوس، استیگ آندشون           | ۴:۲۸                                    |
| ۱۳.                                     | «ماما میا» (یام لب ریمیکس)              | آندشون، اولویوس، استیگ آندشون           | ۳:۵۶                                    |
| ۱۴.                                     | «سوپر تروپر» (پینوکیو ریمیکس)           |                                         | ۵:۰۸                                    |

| رانه‌های اضافی در نسخهٔ منتشرشده در آمریکا | رانه‌های اضافی در نسخهٔ منتشرشده در آمریکا | رانه‌های اضافی در نسخهٔ منتشرشده در آمریکا | رانه‌های اضافی در نسخهٔ منتشرشده در آمریکا |
| شماره                                    | نام                                      | نویسنده(ها)                              | مدت                                      |
| ---------------------------------------- | ---------------------------------------- | ---------------------------------------- | ---------------------------------------- |
| ۱۲.                                      | «مگامیکس ای-تینز»                        | آندشون، اولویوس، استیگ آندشون            | ۷:۳۶                                     |

## جداول موسیقی
| جدول (۱۹۹۹–۲۰۰۰)                              | بالاترین رتبه |
| --------------------------------------------- | ------------- |
| آلبوم‌های اتریشی (آلبوم‌های او۳)                | ۲             |
| آلبوم‌های بلژیکی (اولتراتاپ فلاندرز)           | 14            |
| آلبوم‌های هلندی (جدول‌های هلند)                 | ۱             |
| آلبوم‌های فنلاندی (جدول رسمی فنلاند)           | ۲             |
| آلبوم‌های فرانسوی (اس‌ان‌ئی‌پی)                   | ۳۹            |
| آلبوم‌های آلمانی (۱۰۰ آلبوم برتر رسمی)         | ۲             |
| آلبوم‌های مجارستانی (ماهاز)                    | ۷             |
| آلبوم‌های ژاپن (اوریکون)                       | ۱۸            |
| آلبوم‌های نروژی (وی‌جی-لیستا)                   | ۲             |
| آلبوم‌های اسپانیا (تهیه‌کنندگان موسیقی اسپانیا) | ۱۹            |
| آلبوم‌های سوئدی (برترین‌های سوئد)               | ۱             |
| آلبوم‌های سوئیسی (جدول موسیقی سوئیس)           | ۱۲            |
| آلبوم‌های بریتانیا (شرکت جدول‌های رسمی)         | ۸۵            |
| بیلبورد ۲۰۰ ایالات متحده                      | 71            |

| جدول (۱۹۹۹)                        | رتبه |
| ---------------------------------- | ---- |
| آلبوم‌های بلژیک (اولتراتاپ فلاندرز) | ۹۲   |
| آلبوم‌های هلند (۱۰۰ آلبوم برتر)     | ۲۷   |
| جدول (۲۰۰۰)                        | رتبه |
| آلبوم‌های اتریش (او۳ تاپ ۴۰ اتریش)  | ۱۷   |
| آلبوم‌های اروپا (میوزیک اند میدیا)  | ۴۴   |
| آلبوم‌های آلمان (تاپ ۱۰۰ رسمی)      | ۲۱   |
| آلبوم‌های سوئیس (جدول موسیقی سوئیس) | ۳۹   |

## گواهینامه‌ها و فروش
| منطقه                                                              | گواهی     | واحد گواهی‌شده/فروش |
| ------------------------------------------------------------------ | --------- | ------------------ |
| آرژانتین (سی‌ای‌پی‌آی‌اف)                                              | پلاتین    | ۶۰٬۰۰۰^            |
| اتریش (فونوگرافی اتریش)                                            | طلا       | ۲۵٬۰۰۰*            |
| شیلی                                                               | —         | ۹۵٬۰۰۰             |
| فنلاند (موسیککیتواوتتایات)                                         | پلاتین    | ۴۳٬۶۲۸             |
| مکزیک (امپروفون)                                                   | طلا       | ۷۵٬۰۰۰             |
| هلند (ان‌وی‌پی‌آی)                                                    | پلاتین    | ۱۰۰٬۰۰۰^           |
| نروژ (آی‌اف‌پی‌آی نروژ)                                               | پلاتین    | ۵۰٬۰۰۰*            |
| لهستان (زدپی‌ای‌وی)                                                  | پلاتین    | ۱۴۸٬۰۰۰            |
| اسپانیا (سازنده‌های موسیقی)                                         | پلاتین    | ۱۰۰٬۰۰۰^           |
| سوئد (گی‌ال‌اف)                                                      | ۲× پلاتین | ۱۶۰٬۰۰۰^           |
| سوئیس (آی‌اف‌پی‌آی سوئیس)                                             | طلا       | ۲۵٬۰۰۰^            |
| ایالات متحده (آرآی‌ای‌ای)                                            | طلا       | ۵۸۲٬۰۰۰            |
| خلاصه‌ها                                                            |           |                    |
| اروپا (آی‌اف‌پی‌آی)                                                   | پلاتین    | ۱٬۰۰۰٬۰۰۰*         |
| سرتاسر جهان                                                        | —         | ۳٬۰۰۰٬۰۰۰          |
| * رقم فروش تنها بر پایهٔ گواهی‌ها. ^ رقم توزیع تنها بر پایهٔ گواهی‌ها. |           |                    |